# Buchs
Buchs er en kommune i Wahlkreis (valgkreds) Werdenberg i kantonen St. Gallen i Schweiz. Byen har 12.612(2017) indbyggere.
Byen ligger på grænsen til Liechtenstein, ved byen Schaan.